# Omotossicologia
L’Omotossicologia od Omeopatia antiomotossica viene definita dai suoi sostenitori come metodica medica appartenente all'area delle medicine alternative e basata sullo studio di presunti fattori tossici per l'uomo, chiamati omotossine, identificati come cause di tutte le malattie. L'omotossicologia viene considerata una corrente (per alcuni uno sviluppo) dell'omeopatia.
Un meta-studio su tutti gli studi di omotossicologia, contenuti in sette database, è stato condotto nel 2004. Le conclusioni alle quali arriva il meta-studio sono che l'omotossicologia non dimostra alcuna efficacia terapeutica.

## La teoria

### Storia
Alla fine del Settecento Samuel Hahnemann pubblicò i primi lavori riguardanti l'Omeopatia. Hahnemann, avvalendosi dei suoi studi di farmacista, riteneva che intossicando soggetti sani con dosi sub-ponderali di sostanze attive si potevano evocare in essi sintomi transitori molto netti e definiti. Egli concluse che ad ogni sostanza corrisponde un quadro sindromico sperimentale (come dire: una malattia medicamentosa artificiale); questo quadro sintomatologico è detto Materia Medica del rimedio. Quando Materia Medica della sostanza e insieme dei sintomi patologici del paziente corrispondono, sono cioè totalmente sovrapponibili, per curare la malattia si somministra al paziente la stessa sostanza, sotto forma di rimedio omeopatico, in dosi infinitesimali, perché è a quelle dosi che si ritiene che si possa eccitare, usando le parole di Hahnemann "la forza vitale del malato", cioè la sua capacità di autoguarigione.
L'omotossicologia prese le mosse dall'omeopatia. Essa nacque più di 50 anni fa per opera di Hans-Heinrich Reckeweg (Herford, 1905 - Zurigo, 1985).
Egli elaborò un corpus dottrinale conosciuto con il nome di Omotossicologia o Omeopatia Anti-Omotossica, formulando la composizione di farmaci omeopatici complessi in diluizione decimale e introdusse nella farmacopea omeopatica nuove sostanze (nuovi ceppi di nosodi, organoderivati di suino, catalizzatori del Ciclo di Krebs, chinoni). 
L'omotossicologia, pur affondando le sue radici nell'omeopatia, afferma di volgere lo sguardo alla moderna fisiopatologia e a questa afferma di rifarsi in sede di diagnosi, avvalendosi in sede di terapia di sostanze preparate secondo i canoni della farmacopea omeopatica e della sperimentazione patogenetica.
L'impostazione omotossicologica rifiuta ogni forma di quello che definisce "integralismo terapeutico"' per cercare un punto di contatto tra le basi teoriche dell'Omeopatia hahnemanniana ed il rigore clinico e la validazione scientifica peculiari della medicina convenzionale attuale.
Il contributo portato da Reckeweg all'evoluzione del pensiero medico omeopatico è consistito nell'essersi impegnato nella ricerca per fornire una base scientifica e un sperimentale ai fondamenti dell'omeopatica.
L'omotossicologia ha portato ad un ampliamento della farmacologia omeopatica, e la disponibilità di nuovi rimedi, ad integrazione sinergica e complementare della farmacopea omeopatica.
Reckeweg introduce la cosiddetta "Tavola delle Omotossicosi", quadro sinottico delle patologie, in cui ogni alterazione di organi o Sistemi è messa in correlazione con quella che in Omeopatia viene chiamata la forza vitale del paziente (da Reckeweg identificata con il potenziale reattivo del soggetto). Tramite l'inquadramento della patologia in tale tavola si afferma che sia possibile definire lo status praesens del paziente e, attraverso gli opportuni farmaci omeopatici-omotossicologici, formulare una proposta terapeutica individuale (in ossequio ad uno dei cardini dell'Omeopatia hahnemanniana: l'individualità).
L'omotossicologia avrebbe consentito l'avviamento di un filone di ricerca che, facendo riferimento in particolare alla Biochimica, all'Immunologia ed alla Biologia Molecolare potesse sostenere il confronto come Medicina basata sull'evidenza scientifica.
Tuttavia questi filoni di ricerca volti alla validazione scientifica dei principi fondatori dell'Omeopatia, Similitudine e Dosi infinitesimali non hanno trovato il suffragio sperimentale cercato.

### Principi dell'Omotossicologia
La premessa da cui parte l'omotossicologia è che qualunque organismo è continuamente attraversato da un'enorme quantità di sostanze di provenienza esogena (batteri, virus, tossine alimentari, fattori di inquinamento ambientale, ecc.) ed endogena (prodotti intermedi dei diversi metabolismi, cataboliti finali, ecc.) che possono avere valenza patogenica.
In accordo alla teoria di von Bertalanffy, secondo cui l'organismo sarebbe un sistema di flusso in equilibrio dinamico, se l'omotossina non è particolarmente virulenta e se i sistemi emuntoriali sono efficienti, essa attraverserebbe l'organismo-sistema di flusso senza determinare alcuna interferenza nella sua omeostasi, che resterà pertanto nella condizione di equilibrio, cioè di salute.
Se viceversa, o perché la tossina è particolarmente “aggressiva” o perché i sistemi emuntoriali non sono sufficienti, si determina un'alterazione dell'equilibrio, che l'organismo, nella sua naturale tendenza verso il mantenimento o il ripristino della sua "omeostasi ristretta" (Laborit), cerca di compensare innescando meccanismi supplementari di tipo autodifensivo: le malattie.
Secondo l'Omotossicologia la malattia è da interpretare come la risultante che scaturisce dall'interazione tra noxa patogena, fattori ambientali e soprattutto reattività: le malattie sarebbero l'espressione della lotta dell'organismo contro le tossine, al fine di neutralizzarle ed espellerle; ovvero sarebbero l'espressione della lotta che l'organismo compie per compensare i danni provocati irreversibilmente dalle tossine. 
A seconda dell'entità dell'aggressione e dell'integrità del sistema difensivo autologo (che Reckeweg chiama Sistema della Grande Difesa), l'organismo manifesterebbe quadri clinici differenti che si possono classificare in 6 fasi. Nella sua Tavola delle Omotossicosi (quadro sinottico che classifica le diverse patologie), Reckeweg rappresenta i vari gradi di reattività attraverso i quali l'organismo cerca di mantenere o ripristinare la sua omeostasi, il suo equilibrio, il suo stato di salute. Ogni fase rappresenterebbe l'espressione delle diverse capacità reattive (infiammatorie) dell'organismo, l'espressione di altrettanti tipi di equilibri di flusso raggiunti dall'organismo per conservare la propria omeostasi ristretta.
Si distinguono 2 fasi Umorali, 2 fasi della Sostanza Fondamentale e 2 fasi Cellulari.
- Le Fasi Umorali rappresentano situazioni patologiche in cui la prognosi è favorevole, in quanto espressioni di una buona reattività. Si distinguono:
  - la Fase di escrezione: le tossine non arrivano neanche in contatto con le cellule epiteliali delle mucose, ma vengono inglobate ed espulse con le secrezioni fisiologiche;
  - la Fase di reazione (o di Infiammazione): grazie al processo dell'infiammazione, l'organismo neutralizza prima, ed espelle poi, le tossine entrate nel sistema di flusso.
- Le Fasi della Sostanza Fondamentale rappresentano situazioni patologiche in cui il carico omotossinico è localizzato, dapprima, a livello della matrice e poi a livello cellulare. Si distinguono:
  - la Fase di deposito: in questo stadio di malattia l'organismo, nell'intento di mantenere inalterato il suo equilibrio, accantona a livello connettivale quelle tossine che gli emuntori non sono riusciti ad espellere, e che la successiva, compensatoria, fase di reazione non è riuscita a neutralizzare;
  - la Fase di impregnazione: a partire da questa fase le tossine sono localizzabili non più a livello del mesenchima ma del parenchima; infatti esse vengono canalizzate a livello organico verso un locus minoris resistentiae espressione di una meiopragia costituzionale o iatrogenica. Inglobate a questo livello, in parenchimi nobili, iniziano a destrutturare la cellula attaccando per primi i suoi meccanismi enzimatici.
- Le Fasi Cellulari rappresentano situazioni patologiche in cui la prognosi non è più favorevole, in quanto espressioni della scarsa reattività tipica di una alterazione lesionale. Si distinguono:
  - la Fase di degenerazione: il perdurare dell'accumulo di tossine di impregnazione determina, dopo il parziale blocco enzimatico, il danno dell'organulo intracellulare, e la conseguente degenerazione dei tessuti;
  - la Fase di dedifferenziazione: la stimolazione infiammatoria cronica della cellula può determinare la sua differenziazione in cellule anomale che, anche per il contemporaneo indebolimento-sovvertimento delle difese organiche, possono prendere il sopravvento sull'intero organismo.

Partendo da queste considerazioni, H.H. Reckeweg descrisse il fenomeno della cosiddetta "vicariazione", cioè lo spostamento della malattia da un tessuto all'altro, da un organo all'altro. La vicariazione può avere una prognosi positiva (in questo caso è detta “regressiva” e corrisponde al processo di guarigione naturale) o, viceversa, negativa (in questo caso è detta "progressiva" e coincide, per esempio, con il processo di cronicizzazione). La terapia omotossicologica si pone come obiettivo l'innesco della vicariazione regressiva, biologicamente favorevole e caratterizzata dalla riattivazione delle funzioni disintossicanti, dalla tendenza all'escrezione delle omotossine e dalla comparsa di recidive di fasi precedenti.

### Farmacologia omotossicologica
Obiettivo dell'omotossicologica è disintossicare l'organismo ed eventualmente riparare i danni causati dalle tossine attraverso i farmaci omotossicologici, cioè sostanze chimiche in diluizione omeopatica opportuna per poter innescare l'inversione dell'effetto che, intervenendo nelle reazioni enzimatiche (su cui agiscono da induttori), e sul sistema immunitario, possono attivare "sistemi difensivi" ancora in riserva.
Queste sostanze indurrebbero, secondo gli omotossicologi, in quanto simili alla noxa causale, un meccanismo di difesa aggiuntivo contro le noxae già presenti (malattia).
Il meccanismo sarebbe suffragato sperimentalmente dai lavori di Conney e Burns, Hauss, Wallenfels e Weil.
Immunologicamente, si ritiene che il meccanismo d'azione del rimedio omotossicologico sia interpretabile nel senso di un incremento della risposta cellulo-mediata. Nella rete complessa del sistema immunitario, il "ventaglio" anticorpale si potrebbe così allargare allo scopo di attaccare e neutralizzare antigeni non solo identici, ma anche somiglianti all'originale. 
La sostanza terapeutica, in quanto diluita (cioè omeopatizzata) verrebbe immediatamente neutralizzata e tutto il nuovo apparato difensivo può rivolgersi contro la tossina causale.
Reckeweg ha introdotto, accanto ai rimedi omeopatici classici (derivazione vegetale, minerale, animale) una serie di nuovi rimedi:
- I catalizzatori intermedi: la terapia con i fattori del ciclo di Krebs e con i chinoni omeopatizzati avrebbe come scopo quello di inviare un impulso stimolante all'insieme di reazioni enzimatiche (ciclo di Krebs e catena di trasporto degli elettroni) che nella cellula assolvono al fondamentale ruolo di produrre energia. Vengono utilizzati in caso di patologie caratterizzate da carenza energetica, per esempio le malattie cronico-degenerative.
- I nosodi: sono preparati a partire da materiale patologico (secrezioni, tessuti ammalati, colture microbiche) opportunamente sterilizzato e reso inattivo, diluito e dinamizzato secondo le norme della farmacopea omeopatica. Si ritiene che il loro meccanismo d'azione possa essere di tipo immunologico[17].
- Gli organoterapici Suis: vengono utilizzati, omeopatizzati, gli organi di maiale, in quanto la specie suina è simile anatomicamente e biochimicamente alla specie umana. In ragione di questa somiglianza si svilupperebbe uno spiccato organotropismo dell'organoterapico suis per l'omologo tessuto o organo umano. Inoltre, per la ridotta efficacia dei sistemi di detossificazione del maiale, i suoi tessuti sarebbero particolarmente imbibiti di tossine. Si ritiene così di disporre di un rimedio che ha le caratteristiche di un nosode, con in più la peculiarità dell'organotropismo. Il rimedio suis, terapeuticamente, avrebbe anche un'azione trofica sul tessuto bersaglio. I meccanismi che consentono queste azioni sarebbero di carattere immunologico[6].
- Gli allopatici omeopatizzati: si tratta di farmaci di tipo convenzionale omeopatizzati. Questi preparati trovano uso nel trattamento di quadri sintomatologici analoghi ai quadri tossicologici degli stessi farmaci convenzionali oppure nella cura delle malattie jatrogene, sulla base del principio isopatico secondo il quale la somministrazione in forma omeopatizzata del farmaco che ha indotto il danno terapeutico sarebbe di antidoto al danno jatrogeno stesso.

## Valenza scientifica
Le tesi di Reckeweg sono prive di base scientifica e mancano studi indipendenti che ne dimostrino l'efficacia, mentre i meta-studi svolti rilevano come gli eventuali effetti benefici siano da imputare all'effetto placebo. Inoltre alcune specifiche asserzioni di Reckeweg vengono definite come assurde.